# Moritz Ferdinand Schmaltz

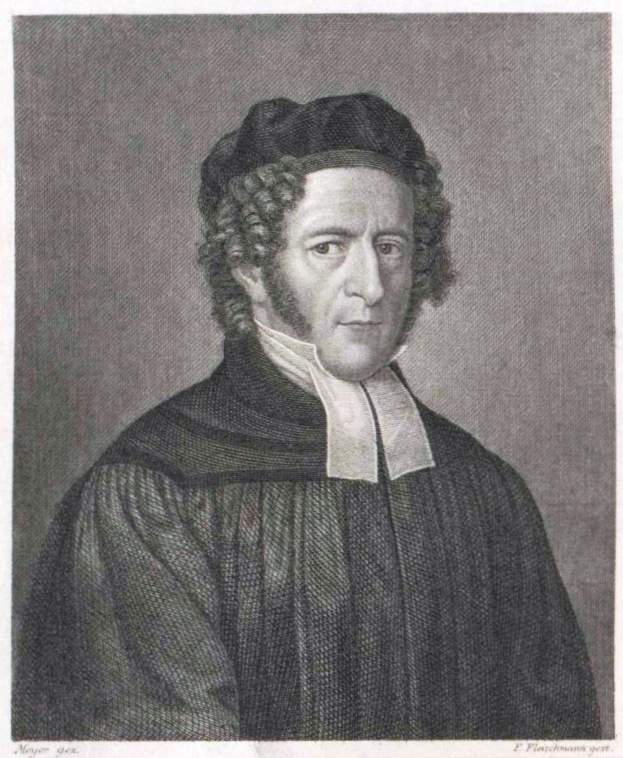
Moritz Ferdinand Schmaltz, Stich von Friedrich Fleischmann

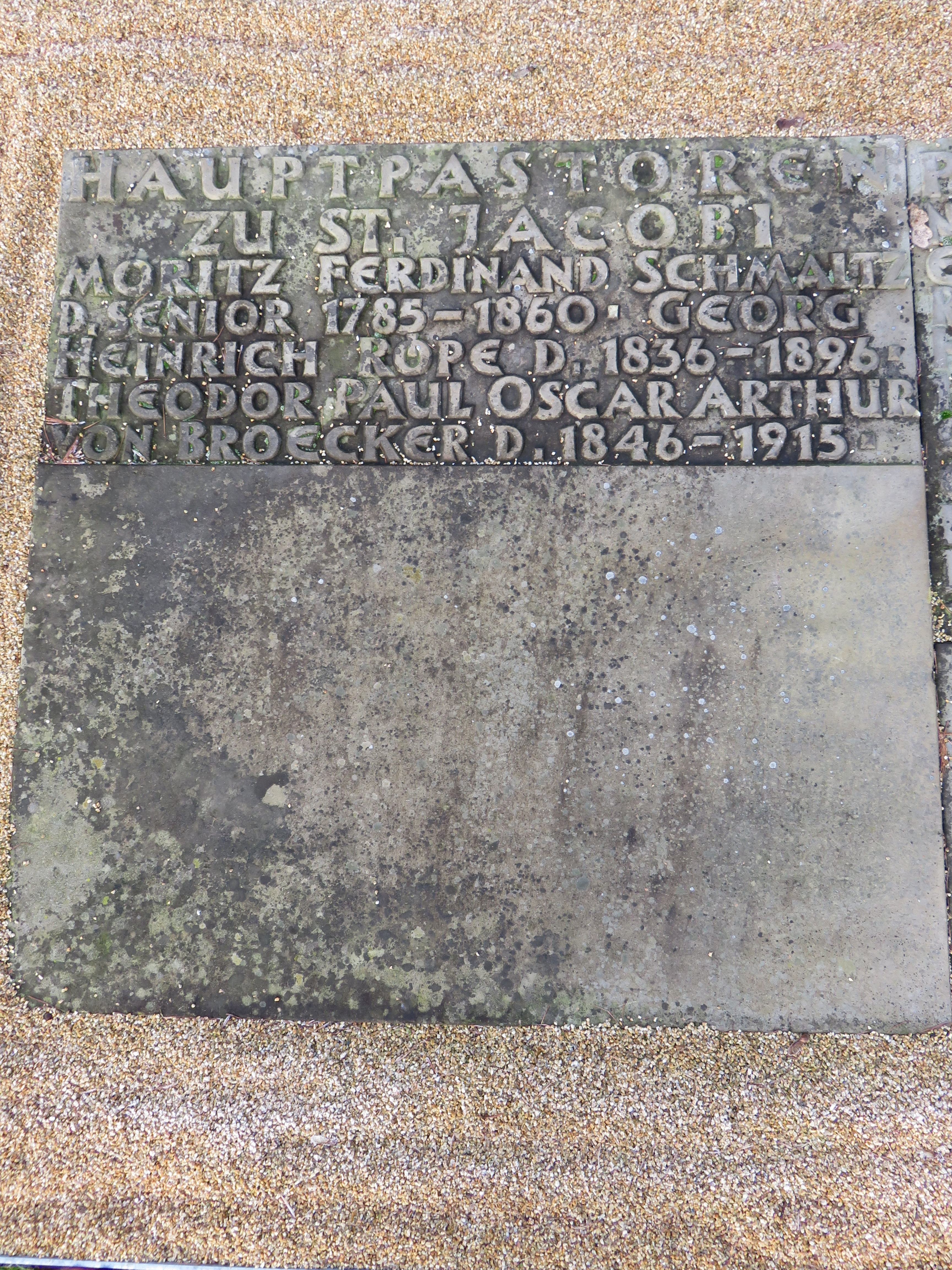
„Moritz Ferdinand Schmaltz D. Senior“, Doppelsammelgrabplatte Hauptpastoren zu St. Jacobi / Pastoren zu St. Jacobi, Friedhof Ohlsdorf

Moritz Ferdinand Schmaltz (* 18. Juni 1785 in Stolpen; † 15. Februar 1860 in Hamburg) war ein deutscher lutherischer Pfarrer und Theologe.

## Leben
Nach dem Studium der Evangelischen Theologie in Leipzig und Wittenberg wurde Schmaltz 1812 Hauslehrer bei Christian Karl Stübel in Wittenberg. Nach Tätigkeiten als Pfarrer in Wehlen (1814–1816) und Wien (1816–1819) wurde er Pfarrer an der Dreikönigskirche (Dresden), wo er (vor allem mit antikatholischen Predigten) ein beliebter Prediger war. 1830 wurde er Doktor der Theologie. 1833 wurde er zum Hauptpastor der St.-Jacobi-Kirche in Hamburg berufen und stieg 1855 zum Senior des Geistlichen Ministeriums und damit zum geistlichen Leiter der Kirche auf. Viele seiner Predigten wurden (teils in mehreren Auflagen) gedruckt, seine Konfirmationsgabe wurde zu einem Bestseller.
An Moritz Ferdinand Schmaltz wird auf der Doppelsammelgrabplatte Hauptpastoren zu St. Jacobi / Pastoren zu St. Jacobi des Althamburgischen Gedächtnisfriedhofs, Friedhof Ohlsdorf, erinnert.

## Werke (Auswahl)

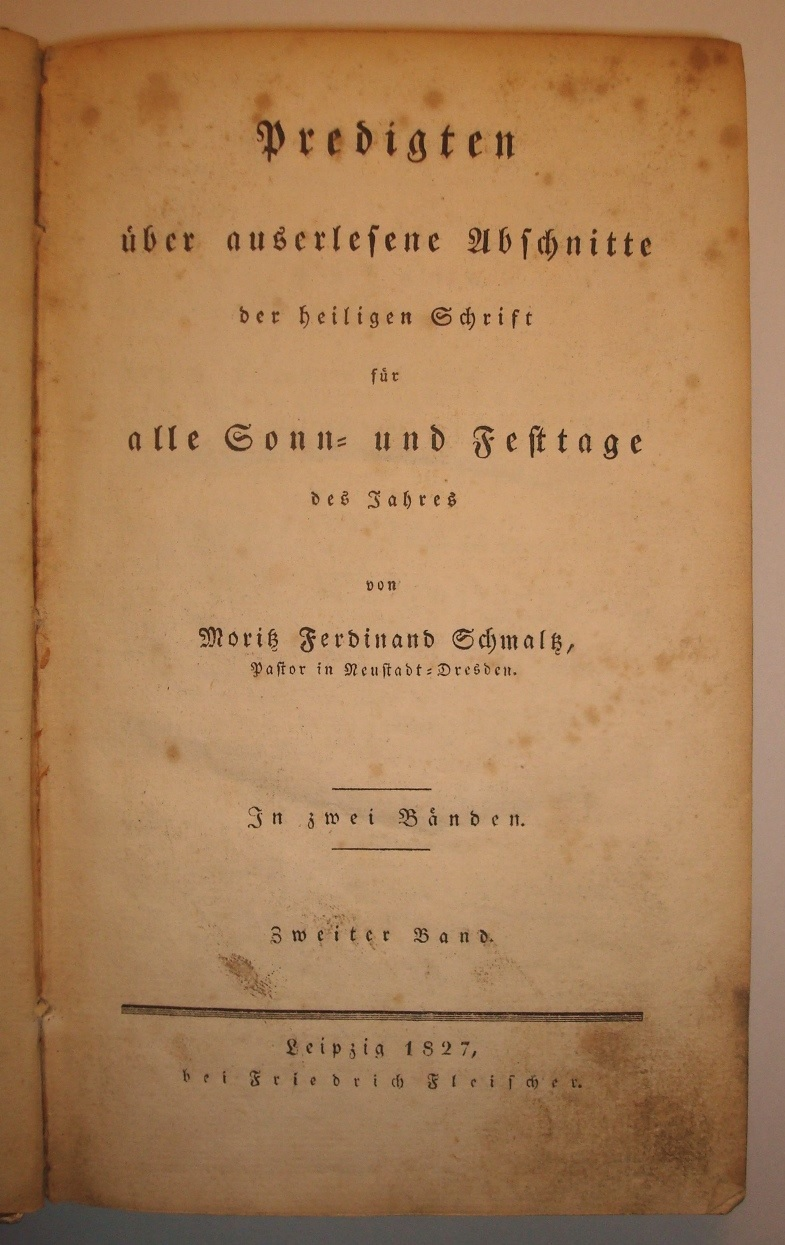
Titelblatt des zweiten Bandes der Predigten über auserlesene Abschnitte der heiligen Schrift für alle Sonn- und Festtage des Jahres (Leipzig 1827)

- Erbauungs-Stunden für Jünglinge und Jungfrauen nach ihrem feierlichen Eintritte in die Reihe reiferer Christen. Leipzig 1823; 10. Aufl. Leipzig 1856.
- Epistel-Predigten für alle Sonn- und Festtage des Jahres. Leipzig 1824; 2. Aufl. Leipzig 1828–1829.
- Bestehet in der Freiheit. Eine apostolische Warnung, in der Predigt am Reformationsfeste 1825 an das Herz gelegt. Dresden 1825.
- Predigten über auserlesene Abschnitte der heiligen Schrift für alle Sonn- und Festtage des Jahres (in zwei Bänden). Leipzig 1827
- Die evangelische Kirche darf mit Recht ihres eigenthümlichen Geistes sich rühmen. Leipzig 1827.
- Das Fest der Kirchenverbesserung – ein vaterländisches Fest: Predigt am Reformationsfeste 1830. Leipzig 1830.
- Die evangelische Kirche darf mit Recht ihres eigenthümlichen Geistes sich rühmen. Leipzig 1830.
- Blicke des Glaubens in das bewegte Leben der Menschen Leipzig 1831.
- Passionspredigten. Bd. 1–3, Hamburg 1838.
- Neue Predigten über die in Hamburg neu angeordneten biblischen Abschnitte gehalten. Leipzig 1843ff.